# مایکل هجز
مایکل هجز (انگلیسی: Michael Hedges؛ زاده ۳۱ دسامبر ۱۹۵۳ درگذشته ۲ دسامبر ۱۹۹۷) یک موسیقی‌دان اهل ایالات متحده آمریکا بود. وی بین سال‌های ۱۹۷۴ تا ۱۹۹۷ میلادی فعالیت می‌کرد.